# Eochaid mac Eirc
Per altre figure omonime vedi Eochaid
Nella mitologia e nella pseudostoria d'Irlanda, Eochaid , figlio di Erc, figlio di Rinnal dei Fir Bolg, divenne re supremo d'Irlanda dopo aver detronizzato Fodbgen. Fu il primo sovrano a introdurre un sistema di giustizia in Irlanda. Tutto il suo regno fu caratterizzato da una tremenda carestia. Sua moglie fu Tailtiu, dalla quale Eochaid chiamò la sua capitale (oggi Teltown, nella contea di Meath) dove si teneva una festa ogni agosto.
Regnò per dieci anni, fino a quando i Fir Bolg furono sconfitti dai Túatha Dé Danann nella prima battaglia di Magh Tuiredh. Eoachaid fu ucciso.